# ألفريدو بوسي
ألفريدو بوسي (26 أغسطس 1936 - 7 أبريل 2021) كان مؤرخ برازيلي وناقد أدبي وأستاذًا جامعيًا. كان عضوًا في الأكاديمية البرازيلية للآداب، وشغل منصب رئيس رقم 12. أحد أشهر كتبه هو موجز لتاريخ الأدب البرازيلي، ويستخدم على نطاق واسع في الجامعات البرازيلية في دورات الأدب. كتب بوسي أيضًا العديد من الدراسات حول الأدب الإيطالي وحول الكتاب البرازيليين الرئيسيين بالإضافة إلى مقالات في مجال التأويل.

## الحياة
ولد ألفريدو بوسي في ساو باولو في 26 أغسطس 1936. كان متزوجاً من أخصائية علم النفس إكليا بوسي، وأنجب منها طفلان. ابنته فيفيانا بوسي ناقدة أدبية بارعة.
تخصص بوسي في الآداب في جامعة ساو باولو عام 1960 ودرس في إيطاليا فيما بعد. ثم تولى رئاسة قسم الأدب الإيطالي في نفس الجامعة، وهو المنصب الذي شغله حتى عام 1970، عندما أصبح أستاذًا للأدب البرازيلي. شغل بوسي منصب الرئيس البرازيلي لعلوم الاجتماع سيرجيو بواركي دي هولاندا، وكان نائب مدير معهد الأبحاث المتقدمة بجامعة ساو باولو من 1987 إلى 1997 عندما أصبح مديرًا للمنظمة.
من بين الجوائز الأخرى، حصل على جائزة جوبوتي لأفضل عمل في العلوم الإنسانية في عام 1993 عن جدلية الاستعمار، وفي عام 2000 لأفضل مقال، مُنح لعمله ماتشادو دي أسيس لغز العين.
توفي بوسي في 7 أبريل 2021 في ساو باولو من جراء مرض كوفيد 19.